# Anette Baumann
Anette Baumann (* 2. August 1963 in Michelfeld) ist eine deutsche Historikerin und Honorarprofessorin.

## Leben
Anette Baumann studierte Mittelalterliche und Neue Geschichte sowie Kunstgeschichte an den Universitäten Heidelberg und München, bevor sie als wissenschaftliche Mitarbeiterin zunächst im Bayerischen Hauptstaatsarchiv in München und hernach am Lehrstuhl für Paläographie und Diplomatik der Universität Barcelona tätig war. Sie wurde 1994 in München promoviert. Im Jahr 1995 erschien die Promotionsschrift unter dem Titel Weltchronistik im ausgehenden Mittelalter. Heinrich von Herford, Gobelinus Person, Dietrich Engelhus. Seit 1996 leitet Baumann die Forschungsstelle der Gesellschaft für Reichskammergerichtsforschung e.V. in Wetzlar. Lehraufträgen an der Justus-Liebig-Universität Gießen folgte 2009 die Berufung zur Honorarprofessorin. 
Baumanns Forschungsschwerpunkte liegen in der Sozial- und Mentalitätsgeschichte der frühneuzeitlichen Jurisprudenz, der Geschichte der Juden in Deutschland sowie im Bereich der historischen Gender Studies. Seit 2012 ist sie Teilprojektleiterin im Frankfurter LOEWE-Schwerpunkt „Außergerichtliche und gerichtliche Konfliktlösung“. Sie ist Mitglied der Hessischen Historischen Kommission.

## Schriften (Auswahl)
- Weltchronistik im ausgehenden Mittelalter. Heinrich von Herford, Gobelinus Person, Dietrich Engelhus (= Europäische Hochschulschriften. Reihe 3: Geschichte und ihre Hilfswissenschaften. 653). Peter Lang, Frankfurt am Main u. a. 1995, ISBN 3-631-48288-4 (Zugleich: München, Universität, Dissertation, 1994).
- Advokaten und Prokuratoren. Anwälte am Reichskammergericht. (1690–1806) (= Quellen und Forschungen zur höchsten Gerichtsbarkeit im Alten Reich. 51). Böhlau, Köln u. a. 2006, ISBN 3-412-07806-9.